# La Cortina (Arbúcies)
La Cortina és una masia d'Arbúcies (Selva) inclosa a l'Inventari del Patrimoni Arquitectònic de Catalunya.

## Descripció
És una casa de dues plantes amb vessants a laterals. Està envoltada d'altres dependències i ampliacions que han modificat la seva estructura original.
A la façana principal, la porta i la finestra són quadrangulars amb la llinda, els brancals i l'ampit motllurat de pedra monolítica, se situen a l'esquerra de la façana. A la llinda de la porta hi ha una inscripció que no es llegeix pel desgast de la pedra, i també hi trobem enganxat el número 40, així com les restes d'un rellotge de sol situat més amunt. A la part dreta de la façana, degut al desnivell del terreny, l'edifici es converteix en tres plantes i a la part superior s'obra una galeria de dos arcs de mig punt. Les altres obertures són senzilles, de forma rectangular. En aquesta part de l'edifici s'aprecia una finestra tapiada, de la qual es veu la motllura de l'ampit de pedra. Aquí el parament ha estat arrebossat. Des de la façana podem veure també el sostre de la galeria, que ha estat reformat, amb bigues de fusta i rajols.
L'edifici ha estat restaurat modernament, i amb aquesta reforma es van obrir una porta i finestres a la façana lateral, que ha esdevingut la principal. En aquesta part, el parament és de pedra vista, amb grans carreus, i les obertures són rectangulars envoltades amb pedres i protegides amb barres de ferro.

## Història
Guerau Cortina apareix documentat al 1286. També s'esmenta un Bartomeu i Pere Cortina en el capbreu dels Dosrius de 1313. Més endavant apareix en els Fogatges de 1497 i 1515 dins la batllia de n'Orri. També en el Manual de la Casa Regàs apareix el mas Cortina com a censalista del Regàs al 1536.
Documentat en el Cadastre de 1743 com a "manso Cortina de casa Roquer", i també en el cadastre de 1800. Apareix en el llistat de les cases de pagès del rector de la parròquia elaborat l'any 1826.
En el padró de 1883 hi consta una família de vuit persones, en el padró de 1940 hi apareix una família de sis membres.
Ens apareix en el mapa de Juli Serra de 1890.
En l'amillarament de 1935 Narcís Zaragoza Ametller declara una finca amb el nom mas Cortina que limita a orient amb terres del mas Casanovas, a migdia i nord amb el mas Vidal i Trinitat Homs i a ponent amb honors del mas Cortina.